# بدفینگر
بدفینگر نام یک گروه راک بریتانیایی است که از ۱۹۶۸ تا ۱۹۸۳ فعالیت نمود و پس از خودکشی دو نفر از اعضای اصلی اش در دو زمان مختلف، فعالیتش تعطیل شد. معروفترین آهنگ آن‌ها بدون تو است که توسط هری نیلسون خواننده آمریکایی به شهرت جهانی رسید.